# يوريديكا الثانية المقدونية
يوريديكا، (باليونانية Eυρυδικη ، ماتت سنة 317) هي ابنة أمينتاس الرابع ابن بيرديكاس الثالث ملك مقدونيا وكينانة en بنت فيليب الثاني من زوجته الأولى أوداتا en. وقد أصبحت شخصية سياسية مهمة عقب موت الإسكندر الأكبر في حروب ملوك طوائف الإسكندر الأولى والثانية.

## سيرتها

### حياتها الباكرة
يبدو أن اسم يوريديكا عند مولدها كان أيدا-Adea، ولا تذكر المصادر متى تم تغييره إلى يوريديكا. وقد ربتها أمها كينانة، ويبدو لنا أنها قد دربتها في فنون الرجال وفنون القتال والدفاع عن النفس.
وقد رافقت والدتها في رحلة جريئة لآسيا ، وعندما أُمر بقتل كينانة من قبل ألكيتاس en، فإن الاستياء الذي أعربت عنه قوات الجند، والاحترام الذي أبدوه لـ يوريديكا باعتبارها واحدة من أواخر الأعضاء المتبقين على قيد الحياة من العائلة المالكة، حثت وصي الإمبراطورية، بيرديكاس، لا أن يحفظ حياتها وحسب، بل أن يقدمها للزواج من الملك فيليب أرياديوس ،الأخ غير الشقيق للاسكندر الأكبر وخليفته على العرش المقدوني. وتشير المصادر بأن ما حدث هو زواج غير متكافئ، لأن الملك كان ذو عاهة عقلية. وعلاوة على ذلك، فرغم أن فيليب أرياديوس كان ملك مقدونيا، فإن ذلك لم يجعله خليفة الإمبراطورية للاسكندر؛ إذ أن الإسكندر لم ينل إمبراطوريته إلا بقانون قوّة الفتوحات، والجزء الآسيوي من الإمبراطورية (أكثر من تسعة أعشار الكل) لم تكن جزء من الأمة المقدونية.

### الملكة المقدونية
إن المصادر كذلك لا تشير إن كانت يوريديكا، خلال حياة برديكاس، قد سعت للمطالبة بالسلطة ولا تذكر ذلك إلا بعد وفاته، ففي عام 321 ق م طالبت الأوصياء الجدد على مقدونيا، بيثون وأريادوس en، لأن يمنحاها جزءً من السلطة الملكية. ووالأمر الذي ساعد يوريديكا في الفوز بمطالباتها في النزاع أنها كانت على علاقات وثيقة بالجيش المقدوني، كما ساعدها وضعها الجيد كملكة، وبعد استمرار النزاعات تمكنت من كسر شوكة الوصيين ونجحت لفترة وجيزة في أن تصبح القوة الكامنة وراء العرش. فأخذت دوراً فاعلاً في المداولات التي تمت في معاهدة تريپاراديسيوس في عام 321 ق م.
وكان عند تلك الفترة، أن عدواً جديداً، وهو قائد خدم عند الإسكندر الأكبر، ألا وهو أنتيباتر، قد قرر أن يعود إلى بلاط الملك ليطالب بمنصب وصي العرش الشاغر. وفي محاولة منها لمنع هذا الأمر والاحتفاظ بإمرتها على الجيش المقدوني، ألقت يوريديكا خطبة عامة على محفل من الجنود المحتشدين. وقد عُدّ ذلك انتهاكا خطيرا لمحرمات المجتمع الذكوري في ذلك الوقت، بأن تخرج امرأة وتتحدث على الملأ، فضلا أن تعلن عن نفسها خصيماً لزعيم مخضرم مثل أنتيباتر. ويروي المؤرخون القدماء أن خطاب يوريديكا تم كتابته من قبل أمين سرها أسكليبيودور لها، وقد تكون هذه الروايات دقيقة، كما يحتمل أنها محاولة منهم للدفاع عن هذه المحرمات. وعلى أية حال فقد فشلت يوريديكا في خطابها؛ فتأرجح الجيش المقدوني لصالح أنتيباتر، وعينه كوصي للعرش والقيّم على الملك.
هكذا أضحت يوريديكا مرّة أخرى عاجزة نسبياً، فرافقت زوجها وأنتيباتر إلى مقدونيا. لكنّ وفاة أنتيباتر في عام 319 ق م، ومجيء بوليبيرخون الشخصية الأضعف (نسبياً) إلى منصب وصاية العرش، وفشل إجراءاته في اليونان الهلنستية ، وقبل كل شيء، الموقف المؤيد الذي أجلاه نحو أوليمبياس تحديداً، سمح لها مرّة أخرى أن تتخذ دوراً فاعلاً: فخلصت إلى التحالف مع كاسندر، وبما أنه كان مشغولاً بالكامل بشؤون اليونان، فقد قامت بنفسها بتجميع جيش وأنزلته إلى ميدان القتال وهي بذاتها على رأس إمرته. فتقدم بوليبيرخون لمجابهتها من ناحية إبيروس، وقد رافقه أياكيديس en، ملك تلك البلاد، كما رافقته أوليمبياس، وروكسانا وابنها الرضيع. لكن وجود أوليمبياس وحدها كان كافياً للبت في هذا النزال: إذ رفضت القوّات المقدونية القتال ضدّ والدة الإسكندر الأكبر ، فاصطف إلى جانبها. ففرت يوريديكا من ميدان المعركة إلى أمفيبوليس en، لكنها أسرت هناك وأودعت السجن.

### أسرها وإعدامها
كانت قد حُبست في البداية، هي وزوجها، في زنزانة ضيقة، وقُدّم لهما الطعام بشح، ولكن سرعان ما أدركت أوليمبياس قلق المقدونيين وتعاطفهم معها، فصممت على التخلص من منافستها، فأرسلت إلى الملكة الشابة في السجن سيفا وحبلا وكوبا من شراب الشوكران، بأوامر أن تختار آلة موتها. فبقيت معنويات يوريديكا غير مهزوزة إلى آخر لحظة، وواجهت أولمبياس بكل عنفوان، وتضرعت إلى السماء أن تعجل على خصيمتها بأن تسقيها من نفس الكأس التي جرّعتها منه، ثم تلت صلواتها لزوجها، وأنهت حياتها شنقاً، دون اعطاء نفسها المجال لدموع أو كلمة رثاء على حالها. بعد ذلك تم إزالة جسدها من قبل كاسندر، ودفنت إلى جانت زوجها، مع كل مراسيم البهاء الملكي في فيرغينا.